# ساوري أونيشي
ساوري أونيشي (大西沙織 أونيشي ساوري) هي مؤدية أصوات يابانية ولدت في 6 أغسطس في محافظة تشيبا.

## أدوارها في الأنمي

### مسلسلات أنمي تلفزيونية
- تنمية عشيقة مبتذلة - إيريري سبنسر ساوامورا
- تنمية عشيقة مبتذلة ♭ - إيريري سبنسر ساوامورا
- سيليكتور إنفكتد ويكروس - بيرلوك
- سيليكتور سبريد ويكروس - بيرلوك
- لوستوريج إنسايتد ويكروس - بيرلوك
- لوستوريج كونفليتد ويكروس - بيرلوك
- آرجيفولون - جيمي هازافورد
- التلميذ المتخلف في ثانوية السحر - كانون تشيودا
- سترايك ذا بلاد - لا فوليا ريهافاين
- فتاة ساكوراسو الأليفة - شيهو فوكاتاني
- رقصة سيف الأطياف - فيانا ري أورديسيا
- المعلم الأوتاكو - ماكينا موموزونو
- متتابعة أكاديمية ميكاغورا - سيسا ميكاغورا
- صراع الطبخ - هيساكو أراتو
- صراع الطبخ: الطبق الثاني - هيساكو أراتو
- صراع الطبخ: الطبق الثالث - هيساكو أراتو
- هل من الخطأ أن أسعى وراء الفتيات في المتاهات؟ - آيز فالنشتاين
- حارسات التوجي - هيوري جوجو
- الأقوى في العالم من خلال مهنة رديئة - كاوري شيراساكي
- بوغيبوب آند أذرز - ناغي كيريما
- دكتور ستون - أمارليس

### أفلام أنمي
- أورا: معركة ماريوينكوغا الأخيرة - ساوارا
- سيليكتور دستراكتد ويكروس - بيرلوك

## وصلات خارجية
- ساوري أونيشي على موقع IMDb (الإنجليزية)
- ساوري أونيشي على موقع ميتاكريتيك (الإنجليزية)
- ساوري أونيشي على موقع روتن توميتوز (الإنجليزية)
- ساوري أونيشي على موقع روتن توميتوز (الإنجليزية)
- ساوري أونيشي على موقع ميوزك برينز (الإنجليزية)
- ساوري أونيشي على موقع قاعدة بيانات الفيلم (الإنجليزية)
- ساوري أونيشي على موقع ANN person (الإنجليزية)